# Cathartosilvanus vulgaris
Cathartosilvanus vulgaris is een keversoort uit de familie spitshalskevers (Silvanidae). De wetenschappelijke naam van de soort werd in 1878 gepubliceerd door Antoine Henri Grouvelle.